# Phorotrophus pulcher
Phorotrophus pulcher är en stekelart som först beskrevs av Szepligeti 1914.  Phorotrophus pulcher ingår i släktet Phorotrophus och familjen brokparasitsteklar. Inga underarter finns listade i Catalogue of Life.